# Тормышев, Леонид Михайлович
Леонид Михайлович Тормышев (1926—1990) — советский горный инженер, лауреат Государственной премии СССР (1982).
После окончания Липецкого металлургического техникума (1947) направлен в САО «Висмут» (Восточная Германия, с 1949 г. ГДР), начальник шахты № 51 Объекта 12 (1947—1953). В 1953—1954 гг. работал в Румынии.
В 1954—1957 гг. студент Московского горного института, после его окончания распределен в Ростовскую область, работал на угледобывающих предприятиях в должностях от мастера до главного инженера шахтостроительного треста г. Шахты.
В 1971—1982 гг. главный инженер и в определённый период также заместитель генерального директора СГАО «Висмут» (ГДР). В 1983—1990 гг. заместитель начальника 8-го Управления ПГУ Минсредмаша СССР.
Государственная премия СССР (1982, в составе коллектива — Авраменко Александр Васильевич, Андреев Георгий Георгиевич, Балковой Петр Ильич, Волощук Семён Николаевич, Лисовский Георгий Дмитриевич, Найденко Юрий Максимович, Назаркин Валентин Павлович, Подоляко Леонид Георгиевич, Тормышев Леонид Михайлович, Шевченко Борис Фёдорович, Чесноков Николай Иванович) — за разработку и внедрение новой техники и технологии при отработке пожароопасного уранового месторождения Роннебургского рудного поля. Кавалер нагрудного знака «Шахтерская слава» трех степеней.
Сочинения:
- Строительство и техническое перевооружение урановых рудников / Н.И. Чесноков, Л.М. Тормышев, В.П. Назаркин. М.: Энергоатомиздат, 1990. -С.209-224.

Жена (с 1946 г.) — Зоя Яковлевна.